# Freeman B. Dowd
Freeman Benjamin Dowd (Shirland, Illinois, 1828. október 8. – Rogers, Arkansas, 1910. november 1.) amerikai spiritualista előadó, író, újságíró és misztikus, akinek az életéről meglehetősen keveset tudunk. Számos XIX. század végi okkultista vagy magát rózsakeresztesnek valló szervezet tagja, vezetője volt.

## Korai évek
Kevés és nehezen hozzáférhető adat áll rendelkezésre Dowd gyermekkorából. Születési időpontjával kapcsolatosan több verzió is felmerült 1812-től 1825-ön át, de a legvalószínűbb az 1828. október 8-a. Illinois államban, apja shirlandi farmján született, mintegy 140 km-ra nyugatra Chicago-tól. Egy kilencgyermekes család második gyermekeként látott napvilágot.

## Házasság, hivatás
1855. augusztus 27-én elvette első feleségét, a 23 éves Harriet Marvint (elhunyt 1895-ben), aki négy gyermekkel ajándékozta meg. Ebben az időszakban a családi gazdaságban dolgozott farmerként. 1862-ben Dowd Rodolphus nevű öccse fényképészeti stúdiót nyitott az iowai Davenportban, melyet Rodolphus hazaköltözése után, 1863-ban Freeman B. Dowd vett át.

## Ezoterikus tevékenysége

### Randolph és az FRC
Dowd az amerikai polgárháború (1861-1865) után találkozhatott először Paschal Beverly Randolph-fal. Tanítványa lett és belépett Randolph rózsakeresztesnek aposztorfált szervezetébe, a Fraternitas Rosae Crucis-ba (FRC). Ez a fotózás elkezdéséhez hasonló változással járt Dowd életében.

### Újságcikkek, nézetei
Innentől kezdte meg a publikálást F. B. Dowd név alatt, elsőként a spiritualizmussal foglalkozó "Religio-Philosophical Journal" folyóiratban, majd párhuzamosan a "The Banner of Light"-ban is. Cikkeinek témái főként a reinkarnáció folyamatát, illetve a halál utáni léttel kapcsolatos elképzeléseket járták körül. Írásaiban azt bizonygatta, hogy a szeretet erejével bármire képes az ember, amire csak vágyik. Az akarat és a szeretet gyakorlata révén szerzett hatalommal lehetséges aa tudatos és irányított újjászületés. Írásaival igyekezett semlegesíteni a nemek elkülönítését, továbbá foglalkozott az emberi gyarlóságokkal, úgy mint: gőg és kéjvágy.

### Utazások, előadások
Dowd 1871-ben egy 60-oldalas röpiratot jelentetett meg "Rosicrucia!!! The Road to Power!! Sexual Science!" címmel. Míg a család állandó davenporti lakóhelyén élt, addig az újságokkal, előadásaival kapcsolatos tevékenységei rendszeres utazásokra szólították el őt Vermont, Pennsylvania, Illinois és Iowa államokban. Utazásai alkalmával több páholyt is alapított.
Az 1870-es évek vége felé költöztek a Texas állambeli Wallerbe, ahol az elkövetkező 20 évüket töltötték. Két idősebb lánya eddigre már megházasodott és csak Eugene és Milo nevű gyermekeik költöztek velük új lakóhelyükre. Erről a bázisról folytatta Dowd sok utazással járó tevékenységeit.

### Az FRC Nagymestereként
Randolph még életében Freeman B. Dowdot jelölte meg utódának szervezete élén. Randolph 1875-ben bekövetkezett hirtelen halála után Dowd követte az FRC nagymesteri székében.
1882-ben publikálja első és egyben legismertebb könyvét, a "The Temple of the Rosy Cross"-t, mely 1900-ig további négy szerzői kiadást ért meg. Ezt a könyvét további filozofikus, oktató és irodalmi jellegű írások követtek. 1895-ben, első felesége halála évében, Bostonban jelentette meg második és legnépszerűbb könyvét, a "The Double Man"-t.
Dowd másfél évvel első felesége halála után elvette az özvegy Lucy L. Stout-ot,aki maga is aktív ezoterikus tevékenységet folytatott. Beavató volt a Dowd vezette FRC-ban "Sorona" misztikus néven.

### New Thought, LHT
Az 1880-as években kezdett gondolkodásában közeledni a New Thought mozgalom eszmeiségéhez. Írásai jelentek meg a "The Gnostic" nevű, mozgalomhoz köthető újságban. E mellett kereste a kapcsolatot a Luxori Hermetikus Testvériséggel (LHT) is, melyben azonban hűvös fogadtatásra lelt. 1885 szeptemberében lépett be ebbe a Peter Davidson által vezetett szervezetbe, mint neofita.
1897-ben - a "Harmony" nevű, New Thought-hoz kötődő újságban - folytatásokban kiadott kisregénye, a "The New Order" egyfelől utalás erre az új szervezetre, másrészt tükre változó gondolkodásmódjának. Az írás távolodást jelez a gyakorlati okkultizmustól, mágiától, "titkos társaságoktól" és vélhetően az LHT-ban való csalódás inspirálhatta. Ez és későbbi írásai mintegy hidat képeznek a szexuálmágia és a sokkal misztikusabb és szellemibb New Thought között. Fejet hajt korábbi tanítója, Randolph előtt, de kétségbe vonja praktikáinak központi szerepét. Valószínűsíthető, hogy aktív tagja is volt a New Thought akkor felemelkedőben lévő szervezetének.

## Halála
1907-ben romló egészségi állapota miatt átadta az FRC vezetését Edward H. Brownnak. Ezután feleségével az arkansasbeli Rogers városkába költöztek és Dowd itt hunyt el 82-évesen szélütés következtében.

## Művei
- F.B. Dowd. The Temple of the Rosy Cross – The Soul, Its Powers, Migrations, and Transmigrations (angol nyelven). Forgotten Books [1882] (2012). ISBN 978-1-330-03613-6
- F.B. Dowd. The Double Man (angol nyelven). Kessinger Publishing [1895] (1996). ISBN 978-1564599483
- F.B. Dowd. Regeneration – Being Part II of The Temple of the Rosy Cross (angol nyelven). Kessinger Publishing [1900] (1997). ISBN 978-1-564-59554-6
- F.B. Dowd. Evolution of Immortality (angol nyelven). Kessinger Publishing [1900] (2007). ISBN 978-0548135525
- F.B. Dowd. The Way – A Text Book for the Student of Rosicrucian Philosophy (angol nyelven). Forgotten Books [1917] (2017). ISBN 978-0-243-63535-1[9]